# Cylindrophis isolepis
Cylindrophis isolepis là một loài rắn trong họ Cylindrophiidae. Loài này được Boulenger mô tả khoa học đầu tiên năm 1896.